# История Нигерии
История Нигерии уходит корнями в глубокую древность, её можно проследить по крайней мере до 13 000 лет до н.э. через ранние цивилизации, такие как культура Нок, которая началась около 1500 до н.э. Многочисленные древние африканские цивилизации поселились в регионе, который сегодня известен как Нигерия, такие как Королевство Нри, Бенинское царство и Империя Ойо.

## Предыстория Нигерии

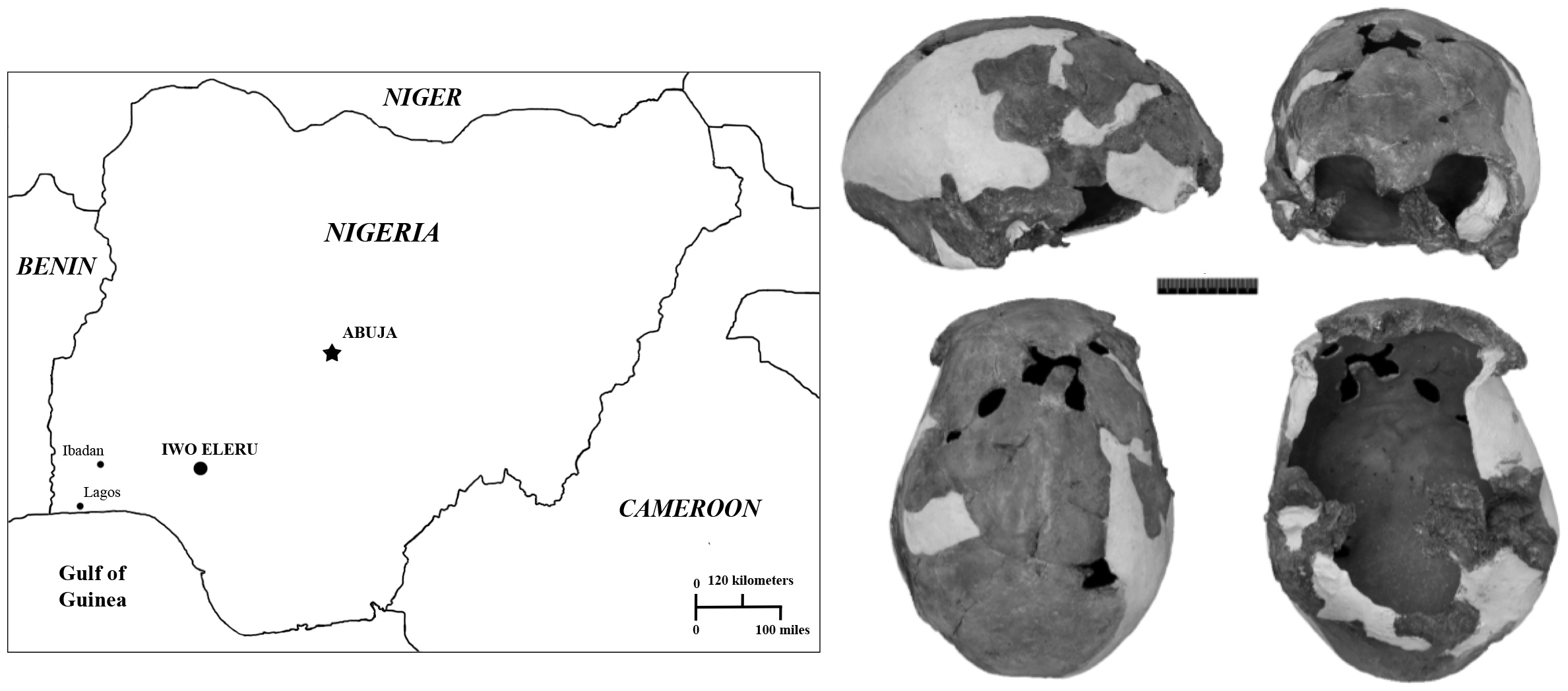
Карта Нигерии с указанием местоположения (слева). Виды черепа Иводзимы Элеру (справа): сбоку, спереди, сверху, снизу

Люди издревле населяли территорию Нигерии. На юго-западе Нигерии находится пещера Иво Элеру, где найдены фрагменты черепа и скелета мужчины, похороненного в скорченном положении 9,2—11,25 тыс. л. н. (калиброванная дата ∼13 л. н.). Метод геометрической морфометрии показал, что по форме и размеру челюсть Иво Элеру больше всего похожа на челюсти североафриканских охотников-собирателей эпохи эпипалеолита.
Приблизительно в середине 1-го тыс. до н. э. в центральной части страны на плато Джос формируется цивилизация Нок, ознаменовавшая переход от каменного к железному веку. Отличительной чертой данной культуры были терракотовые статуэтки. Некоторые особенности культуры (фигурки лошадей, всадников и колесных повозок) позволяют связать возникновение Нок с влиянием средиземноморского античного очага цивилизаций.

## Королевства Гвинейского берега
После таинственного исчезновения цивилизации Нок её традиции сохранили народы йоруба, которые создали раннегосударственные объединения Ифе, Ойо и Бенинское царство. «Бенинская бронза», украшавшая дворец бенинских королей, в настоящее время представлена в коллекциях крупнейших музеев Европы, в том числе большая часть — в Британском музее.

## Королевства Саванны

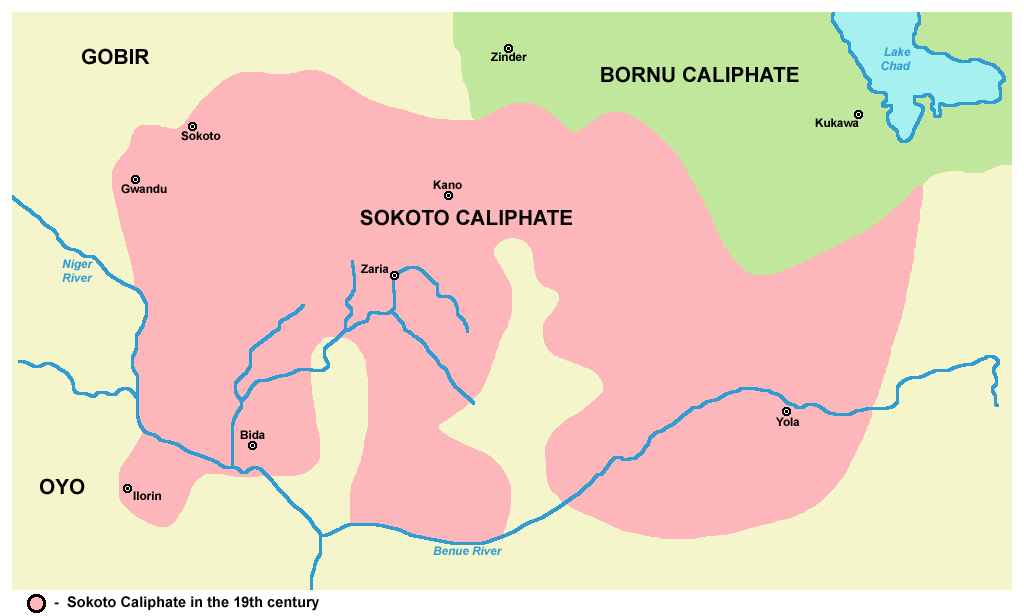

В VIII веке кочевые нилоты загава на территориях центральной Сахары создали обширное государство Канем-Борно, власть которого простиралась от Ливии до Нигерии.
В 1085 году правители Канем-Борно под влиянием арабских купцов приняли ислам. Основу экономики государства составляла транзитная транс-сахарская торговля и сбор дани с завоеванных племен.
В XIV веке рыхлая кочевая империя Канем-Борно распалась. На её руинах в северной Нигерии и сопредельных территориях Нигера образовались города-государства хауса.
В XV веке северо-запад Нигерии вошел в состав мусульманской империи Сонгай (центром которого был Томбукту), которая вскоре распалась под натиском марокканских войск. Государства хауса вернули свою независимость. В начале XIX века они были объединены в ходе джихада Фулани в единое государство Сокото.

## Невольничий берег
Европейцы появились на берегах Гвинейского залива в XV веке. Первыми из них были португальцы. В отличие от других регионов мира европейцы не пытались закрепиться на этой территории, построить здесь свои города или обратить местное население в свою веру. Напротив, они способствовали укреплению туземных королевств (Ойо, Бенин) за счет вовлечения их в мировой рынок. Экзотические фрукты и слоновая кость были востребованы в Европе, а рабы — в её заокеанских колониях. И только индустриальная революция (диктующая эксплуатацию сырьевых ресурсов), а также запрет работорговли в XIX веке подорвал экономику работорговых королевств, способствовал их упадку и поглощению Британской колониальной империей.
Великобритания в 1852 году после бомбардировки Лагоса подписала с Лагосом договор, который на десять лет открыл британский консульский период.

## Колониальная Нигерия
В результате «раздела Африки» на Берлинской конференции 1885 Великобритания предъявила свои права на часть побережья Гвинейского берега, соответствующего современной южной Нигерии. Колонизаторы привили местному населению (йоруба) англиканскую форму христианства, сельскохозяйственные культуры какао и арахиса, построили железные дороги (1916), пробурили нефтяные скважины (1958). Более кровавым было присоединение мусульманских государств северной Нигерии.
В 1914 году британские колонии на территории Нигерии были объединены в единый протекторат Нигерия. Единая нигерийская нация так и не сформировалась. Страна была разделена на автономные регионы, соответствующие территориям проживания йоруба (на западе), хауса (на севере) и ибо (на востоке). На основе этих народностей были сформированы этнорегиональные партии. Местная власть принадлежала традиционной знати. Однако у некоторых народов Нигерии, например у многих групп ибо, вождей не было, и британцам их пришлось назначать.
В 1929—1930 годах на юго-востоке британской колонии и протектората Нигерия, в городе Аба произошли волнения, известные как «Женская война».
При британском правлении Нигерия достигла достаточно высокого уровня развития сельского хозяйства. Экспортировались пальмовое масло, какао, арахис, хлопок, а также добывались и экспортировались олово, цинк, уголь. К середине 1950-х годов Нигерия опережала по развитию экономики Южную Корею и страны Юго-Восточной Азии. В стране сформировался средний класс, занимавший промежуточное положение между британскими колонизаторами и основной частью населения. В нём доминировали ибо.
В 1946 году в Нигерии британцами была введена первая из трех конституций, предшествовавших независимости страны. Она предусматривала, что большинство в региональных законодательных советах гарантировалось представителям «туземных властей». Местные политические активисты были этим недовольны, и в 1951 году была принята новая конституция, которая предусматривала выборность членов законодательных советов. Затем представители трех основных этнорегиональных политических партий (Конгресс северных народов на севере, Группа действия на западе и Национальный совет Нигерии и Камеруна на востоке) разработали конституцию 1954 года, которая усилила позиции регионов. После внесения некоторых поправок именно она стала основным документом, в соответствии с которым 1 октября 1960 Нигерия получила независимость.

## Независимая Нигерия

### Первая нигерийская республика
1 октября 1960 года Нигерия стала независимым государством. Первое правительство независимой Нигерии основывалось на коалиции партий НСНК и КСН, премьер-министром стал представитель КСН Абубакар Тафава Балева. После провозглашения в 1963 году Нигерии республикой пост президента занял Ннамди Азикиве (представитель НСНК). Оппозиция была представлена Группой действия во главе с Обафеми Аволово. Региональные правительства возглавили: на Севере — лидер СНК Ахмаду Белло, на Западе — С. Акинтола из Группы действия и на Востоке — представитель НСНК М. Окпара. В 1963 на территории восточной части Западной Нигерии была образована четвёртая область, Среднезападная. На состоявшихся в 1964 выборах в этом регионе победу одержал НСНК.
В январе 1966 года группа офицеров-игбо во главе совершила военный переворот. Короткий период «первой республики» закончился. Военные попытались учредить в Нигерии унитарное государство, разделенного на провинции. Северонигерийские мусульмане сочли переворот угрозой своим интересам, и по всей стране вспыхнули межэтнические столкновения. В конце июля военные части, состоящие из солдат северян, совершили новый военный переворот. Главой государства стал подполковник (впоследствии генерал), Якубу Говон (правил с 1966 по 1975 год).
На севере возобновились преследования игбо, были убиты тысячи человек, что привело к массовому бегству игбо на восток, их попыткам создать государство Биафра и гражданской войне 1967—1970. Страна возвратилась к федеративной системе.

### Гражданская война 1967—1970 гг.
После того, как Биафра провозгласила независимость, федеральные войска начали наступление против неё, но им было оказано отчаянное сопротивление, несмотря на массовый голод из-за блокады портов. Лишь 15 января 1970 года Биафра капитулировала.

### 1970—1980-е гг.
Политические партии страны находились под запретом в период 1966—1978, 1984—1989 и 1993—1998. В 1975 году Говон был свергнут группой офицеров под руководством Мурталы Мухаммеда, который был известен своим нетерпимым отношением к коррупции и недисциплинированности; считается, что обнародованная и начатая им программа борьбы с этими явлениями в обществе могла бы увенчаться достойными результатами, однако сам Мухаммед был убит в феврале 1976 года при очередной, на сей раз неудачной, попытке переворота, которую организовал подполковник Б. С. Димка. Сменивший его Олусегун Обасанджо передал, как и предполагалось изначально, власть гражданскому правительству, которое возглавил Шеху Шагари, избранный на этот пост при очень сомнительных обстоятельствах. На средства от экспорта нефти строилась новая столица страны Абуджа, дороги, при участии СССР был построен металлургический комбинат в Аджаокуте, в стране были созданы автосборочные производства компаний Peugeot и Volkswagen.
В 1979 году была принята новая конституция, положившая начало «второй республике». При ней политические партии все еще имели этническую и региональную окраску, но их влияние уже выходило за рамки «своих» народов и штатов.
31 декабря 1983 года администрацию Шагари, погрязшую в коррупции и деспотизме, в результате военного переворота сместил пришедший к власти генерал Мухаммаду Бухари, который объявил так называемую «войну с недисциплинированностью» («War Against Indiscipline»). В 1985 году, после нового военного переворота, страну возглавил генерал Ибрахим Бабангида. За восемь лет правления Бабангида добился определенных успехов в укреплении центральной власти, но падение цен на нефть способствовало дестабилизации обстановки в стране. Был обещан переход к гражданскому правлению, но он затягивался.
12 июня 1993 года были проведены президентские выборы, однако победившему на них Мошуду Абиоле, этническому йоруба, военные, в основном представители северных этносов, власть передать отказались. Политический кризис в конечном счете вынудил Бабангиду 26 августа 1993 передать власть Временному национальному правительству во главе с Эрнстом Шонеканом. Однако Шонекан не смог противостоять политическому кризису, 17 ноября 1993 года произошёл очередной военный переворот и к власти вновь пришёл представитель Севера, генерал Сани Абача.
Первоначально Абача пользовался поддержкой многих видных политических деятелей, но затем гражданские министры в его правительстве Абачи постепенно были отстранены от решения важных дел, начались репрессии против оппозиции. Мошуду Абиола 12 июня 1994 года, в первую годовщину выборов, на которых он победил, провозгласил себя законным президентом Нигерии, но был арестован. В ответ на это рабочие газовой и нефтяной промышленности начали забастовку, которая была подавлена силовыми методами.
Период правления Абачи был отмечен особым размахом коррупции. Из-за многочисленных нарушений прав человека США ввели против Нигерии экономические санкции.

### «Четвертая республика»
В 1998 году, в период подготовки выдвижения военного диктатора страны Сани Абачи в президенты, Абача умер, а сменивший его Абдусалам Абубакар передал все-таки власть гражданским. Президентские выборы выиграл генерал в отставке представитель христианской общины Олусегун Обасанджо. Был достигнут межконфессиональный консенсус, согласно которому на посту президента должны сменять друг друга представители мусульманской и христианской общины. Обасанджо пробыл на своём посту два срока, и пытался путём различных манипуляций добиться внесения изменений в конституцию, чтобы баллотироваться на третий срок, но не преуспел. Однако новым президентом в 2007 году был выбран его ставленник — мусульманин Умару Яр-Адуа.
В 2003 произошла вспышка беспорядков в штате Плато.
В 2006 году в Нигерии имели место акты межобщинного насилия между мусульманами хауса и христианами. За февраль в стычках погибло свыше ста человек. В сентябре межрелигиозные столкновения имели место в штате Джигава.
В ноябре 2008 года в городе Джос вновь вспыхнули беспорядки между мусульманами и христианами, жертвами которых стало около 300 человек. Поводом для беспорядков стала победа на местных выборах мусульманской партии, представляющей интересы народа хауса.
13 января 2010 года федеральный суд Нигерии передал вице-президенту страны Гудлаку Джонатану полномочия президента, поскольку ранее избранный президент Умару Яр-Адуа проходил длительный курс лечения в Саудовской Аравии. 9 февраля 2010 года Сенат Нигерии подтвердил передачу полномочий.
В марте 2010 года Джонатан распустил кабинет министров, доставшийся ему от предыдущего президента и приступил к назначению новых министров, чем вызвал недовольство в среде сторонников Умару Яр-Адуа.
В марте 2010 года в результате кровавых столкновений между христианами и мусульманами в штате Плато погибло более 500 человек.
5 мая 2010 года президент Умару Яр-Адуа скончался в возрасте 58 лет у себя на вилле в столице Нигерии, куда он вернулся в феврале после курса лечения за границей.
6 мая 2010 года Гудлак Джонатан принял присягу в качестве нового президента Нигерии. Он останется на своём посту до истечения срока своего скончавшегося предшественника. Будущие выборы запланированы на январь 2011 года.
16 апреля 2011 года в Нигерии прошли президентские выборы. Победу одержал действующий президент Гудлак Джонатан.
В марте 2015 его обошел на выборах Мохаммаду Бухари, до этого трижды занимавший второе место. Это первый случай в истории Нигерии, когда действующий президент проиграл на выборах оппозиционному кандидату. Бухари ранее уже возглавлял Нигерию, придя к власти 31 декабря 1983 года в результате переворота.

## Руководство Нигерии
- Абубакар Тафава Балева (1960—1966)
- Агийи-Иронси (январь 1966 — июль 1966) военный
- Якубу Говон (1966—1975) военный
- Муртала Мухаммед (июль 1975 — февраль 1976) военный
- Олусегун Обасанджо (1976—1979) военный
- Шеху Шагари (1979—1983)
- Мохаммаду Бухари (1983—1985) военный
- Ибрагим Бабангида (1985—1993) военный
- Эрнест Шонекан (1993)
- Сани Абача (1993—1998) военный
- Абдусалам Абубакар (1998—1999) военный
- Олусегун Обасанджо (1999—2007)
- Умару Яр-Адуа (2007—2010)
- Гудлак Джонатан (2007—2015)
- Мохаммаду Бухари (с 29 мая 2015 — по настоящее время)